# Bindi
A bindi (szanszkrit nyelven bindu = pont) festett vagy bársonyból készült, kb. fél-egy centiméter átmérőjű pontszerű, cinóberpiros vagy narancsvörös alakzat, eredetileg a férjezett (nem özvegy) indiai nők jelképe, amelyet a homlokuk közepén hordanak. A színe változhat, sokszor a ruházattal összhangban. A különböző társadalmi eseményeken az alkalomhoz illő színű bindit viselnek, így például temetésen fehéret, esküvői ünnepeken pirosat.
Manapság mint divatcikket fiatal hajadon lányok is felteszik, sőt az Indiában élő muszlim nők is hordják. Ugyanakkor nyugaton is elterjedt, színtől, alaktól, anyagtól függetlenül a divat része lett mint homlokékszer.

## Kapcsolódó szimbólumok
- Szvasztika
- Tilaka